# Franz Tafel
Franz Tafel (* 19. September 1799 in Deidesheim; †  25. Februar 1869 in München) war ein bayerischer Politiker.

## Leben
Nachdem Tafel in Mainz studiert hatte, wurde er 1823 zum Priester geweiht. 1817 schloss er sich der Burschenschaft Germania Tübingen an. Er war 1823 als Kaplan in Zweibrücken tätig, 1824 als Pfarrverweser in Dackenheim, von 1825 bis 1829 als Pfarrer in Freinsheim und ab 1829 als Pfarrer und Distriktsschuldirektor wieder in Zweibrücken.

## Wirken in der Politik
Seit 1836 gehörte Tafel dem Landrat des Rheinkreises an und saß 1848/49 für die Demokraten in der Frankfurter Nationalversammlung. Tafel hatte von 1840 bis 1843, von 1849 bis 1858 und von 1863 bis zu seinem Tod im Februar 1869 einen Sitz in der Kammer der Abgeordneten des Königreichs Bayern inne. Er war einer der bedeutendsten Sprecher der Pfalz im Bayerischen Landtag.